# Ком'ятна (потік)
Ком'ятна (словац. Komjatná) — річка в Словаччині, права притока Вагу, протікає в окрузі Ружомберок.
Довжина приблизно 7,0-8,0 км. Витік знаходиться в масиві Шипська Фатра (схил гори Тлста) на висоті близько 860 метрів. Протікає територією сіл Ком'ятна і Швошов..
Впадає у Ваг на висоті приблизно 450 метрів.